# Bredemeyera altissima
Bredemeyera altissima är en jungfrulinsväxtart som först beskrevs av Eduard Friedrich Poeppig och Endl., och fick sitt nu gällande namn av Alfred William Bennett. Bredemeyera altissima ingår i släktet Bredemeyera och familjen jungfrulinsväxter. Inga underarter finns listade i Catalogue of Life.